# NGC 5037
NGC 5037 é uma galáxia espiral (Sa) localizada na direcção da constelação de Virgo. Possui uma declinação de -16° 35' 24" e uma ascensão recta de 13 horas, 14 minutos e 59,4 segundos.
A galáxia NGC 5037 foi descoberta em 31 de Dezembro de 1785 por William Herschel.